# Bahnstrecke Caransebeș–Bouțari–Subcetate
| Dampflokomotive 40.001 im Depot von Subcetate |                      |                                          |                                          |
| Streckenverlauf |                      |                                          |                                          |
| Kursbuchstrecke (CFR): | 211                  |                                          |                                          |
| Streckenlänge: | 76,93 km             |                                          |                                          |
| Spurweite: | 1435 mm (Normalspur) |                                          |                                          |
| Maximale Neigung: | 50 ‰                 |                                          |                                          |
| Zahnstangensystem: | Abt                  |                                          |                                          |
| |                      |                                          |                                          |
| \| \| \| von Lugoj \| \| \| \| 0,0 \| Caransebeș (Karansebesch) \| Caransebeș (Karansebesch) \| \| \| \| nach Turnu Severin \| \| \| \| 1,90 \| Caransebeș Cazarmă hc. \| Caransebeș Cazarmă hc. \| \| \| 2,95 \| Caransebeș Țiglărie Hm. \| Caransebeș Țiglărie Hm. \| \| \| 8,83 \| Iaz hc. \| Iaz hc. \| \| \| 10,78 \| Obreja hc. (Obrescha) \| Obreja hc. (Obrescha) \| \| \| 14,95 \| Glimboca hc. (ehemals Bahnhof) \| Glimboca hc. (ehemals Bahnhof) \| \| \| 16,38 \| Bucium hc. \| Bucium hc. \| \| \| 17,55 \| Oțelu Roșu (ehemals Bahnhof) \| Oțelu Roșu (ehemals Bahnhof) \| \| \| 20,52 \| Oțelu Roșu hc. (Ferdinandsberg) \| Oțelu Roșu hc. (Ferdinandsberg) \| \| \| 24,26 \| Zăvoiu Hm. \| Zăvoiu Hm. \| \| \| 28,59 \| Voislova Hm. (Woislowa) \| Voislova Hm. (Woislowa) \| \| \| 32,94 \| Marga hc. \| Marga hc. \| \| \| 37,38 \| Bouțari Hm. (Bautzen), Beginn Zahnstange \| Bouțari Hm. (Bautzen), Beginn Zahnstange \| \| \| 45,51 \| Bucova h. \| Bucova h. \| \| \| 47,29 \| Porțile de Fier \| Scheitelpunkt, 692 m \| \| \| 51,17 \| Zăicani h. \| Zăicani h. \| \| \| 56,16 \| Sarmizegetusa (Burgort), Ende Zahnstange \| Sarmizegetusa (Burgort), Ende Zahnstange \| \| \| 61,81 \| Peștenița h. \| Peștenița h. \| \| \| 63,18 \| Cârnești Retezat h. \| Cârnești Retezat h. \| \| \| 65,45 \| Păclișa h. \| Păclișa h. \| \| \| 72,93 \| Hațeg (Hatzeg) \| Hațeg (Hatzeg) \| \| \| \| von Petroșani \| \| \| \| 76,93 \| Subcetate \| Subcetate \| \| \| \| nach Simeria \| \| |                      |                                          |                                          |
| Strecke |                      | von Lugoj                                | von Lugoj                                |
| Bahnhof | 0,0                  | Caransebeș (Karansebesch)                | Caransebeș (Karansebesch)                |
| Abzweig geradeaus und nach rechts |                      | nach Turnu Severin                       | nach Turnu Severin                       |
| ehemaliger Haltepunkt / Haltestelle | 1,90                 | Caransebeș Cazarmă hc.                   | Caransebeș Cazarmă hc.                   |
| ehemaliger Haltepunkt / Haltestelle | 2,95                 | Caransebeș Țiglărie Hm.                  | Caransebeș Țiglărie Hm.                  |
| ehemaliger Haltepunkt / Haltestelle | 8,83                 | Iaz hc.                                  | Iaz hc.                                  |
| ehemaliger Haltepunkt / Haltestelle | 10,78                | Obreja hc. (Obrescha)                    | Obreja hc. (Obrescha)                    |
| ehemaliger Haltepunkt / Haltestelle | 14,95                | Glimboca hc. (ehemals Bahnhof)           | Glimboca hc. (ehemals Bahnhof)           |
| Dienststation / Betriebs- oder Güterbahnhof | 16,38                | Bucium hc.                               | Bucium hc.                               |
| ehemaliger Haltepunkt / Haltestelle | 17,55                | Oțelu Roșu (ehemals Bahnhof)             | Oțelu Roșu (ehemals Bahnhof)             |
| ehemaliger Haltepunkt / Haltestelle | 20,52                | Oțelu Roșu hc. (Ferdinandsberg)          | Oțelu Roșu hc. (Ferdinandsberg)          |
| ehemaliger Haltepunkt / Haltestelle | 24,26                | Zăvoiu Hm.                               | Zăvoiu Hm.                               |
| Dienststation / Betriebs- oder Güterbahnhof | 28,59                | Voislova Hm. (Woislowa)                  | Voislova Hm. (Woislowa)                  |
| ehemaliger Haltepunkt / Haltestelle | 32,94                | Marga hc.                                | Marga hc.                                |
| Betriebs-/Güterbahnhof Strecke ab hier außer Betrieb | 37,38                | Bouțari Hm. (Bautzen), Beginn Zahnstange | Bouțari Hm. (Bautzen), Beginn Zahnstange |
| Haltepunkt / Haltestelle (Strecke außer Betrieb) | 45,51                | Bucova h.                                | Bucova h.                                |
| Bahnhof (Strecke außer Betrieb) | 47,29                | Porțile de Fier                          | Scheitelpunkt, 692 m                     |
| Haltepunkt / Haltestelle (Strecke außer Betrieb) | 51,17                | Zăicani h.                               | Zăicani h.                               |
| Bahnhof (Strecke außer Betrieb) | 56,16                | Sarmizegetusa (Burgort), Ende Zahnstange | Sarmizegetusa (Burgort), Ende Zahnstange |
| Haltepunkt / Haltestelle (Strecke außer Betrieb) | 61,81                | Peștenița h.                             | Peștenița h.                             |
| Haltepunkt / Haltestelle (Strecke außer Betrieb) | 63,18                | Cârnești Retezat h.                      | Cârnești Retezat h.                      |
| Haltepunkt / Haltestelle (Strecke außer Betrieb) | 65,45                | Păclișa h.                               | Păclișa h.                               |
| Betriebs-/Güterbahnhof Strecke bis hier außer Betrieb | 72,93                | Hațeg (Hatzeg)                           | Hațeg (Hatzeg)                           |
| Abzweig geradeaus und von rechts |                      | von Petroșani                            | von Petroșani                            |
| Bahnhof | 76,93                | Subcetate                                | Subcetate                                |
| Strecke |                      | nach Simeria                             | nach Simeria                             |

Die Bahnstrecke Caransebeș–Bouțari–Subcetate ist eine Nebenbahn in Rumänien. Die Strecke ist nicht elektrifiziert und wird heute nur noch auf einer kleinen Teilstrecke zwischen Hațeg und Subcetate im Güterverkehr befahren.

## Geschichte
Um eine direkte Verbindung zwischen der boomenden Schwerindustrie in Reșița und den großen Kohlebecken des Vaii Jiului herzustellen, wurde 1894 die lokale Eisenbahngesellschaft „Caransebes–Hateg“ gegründet. Die Finanzierung erfolgte durch die beiden am Projekt beteiligten Kreise Hunedoara und Caraș-Severin, sowie mehrere Unternehmen und wohlhabende Bürger der Region. Das Projekt sah den Bau von 76 Kilometer Eisenbahnstrecken vor, davon 42 Kilometer auf dem Gebiet des Kreises Hunedoara und 34 Kilometer auf dem Gebiet des Landkreises Caraș-Severin. Die Arbeiten begannen 1905.
Der Abschnitt Caransebeș–Bouțari wurde am 11. (oder 12.) November 1908 und der Abschnitt Bouțari–Subcetate am 1. Mai 1909 (andere Quelle: 18. Dezember 1908) in Betrieb genommen. An der Bahnstrecke liegt auch die Stadt Oțelu Roșu. Der Höhenunterschied zwischen Caransebeș (204 m) und Bouțari (425 m) betrug 221 Meter, dazwischen lagen 11 Stationen. Wegen der Steigungen von bis zu 50 ‰ wurde ein 5,28 km langer Teilabschnitt zwischen Bouțari und Sarmizegetusa mit Lamellenzahnstangen nach System Abt ausgerüstet. Den Scheitelpunkt der Strecke bildete der Bahnhof Porțile de Fier. Der Höhenunterschied zwischen Bouțari und Porțile de Fier betrug 267 Meter. Im Zahnradbetrieb war die Zugmasse von Güterzügen auf 150 t und von Reisezügen auf 50 bis 70 t sowie die zulässige Geschwindigkeit beim Aufstieg auf 8 km/h und beim Abstieg auf 12 km/h begrenzt. Auf den Zahnstangenabschnitten mussten die Lokomotiven auf der Talseite laufen. Die Folge war das zweimalige Umsetzen der Lokomotive bei jeder Fahrt. Hierdurch reduzierte sich die Transportkapazität des Abschnitts erheblich. Der renommierte Ingenieur M. Tudoran beschrieb daher diese Lösung als technische Verirrung und empfahl 1941 den Verzicht auf diese Art des Schienentransports.
Die Strecke wurde bis 1918 von der Ungarischen Eisenbahn betrieben und nach dem Ende des Ersten Weltkriegs von der Rumänischen Eisenbahn übernommen, die auch die Anteile der alten Eigentümer kaufte.
Im Jahr 1978 wurde der Abschnitt zwischen Bouțari und Sarmizegetusa schließlich stillgelegt, 1995 auch der Abschnitt zwischen Sarmizegetusa und Hațeg. 2000 wurden die Schienen zwischen Bouțari und Hațeg abgebaut. Bis 2012 verkehrten zwischen Caransebeș und Bouțari noch täglich fünf Nahverkehrszüge in beide Richtungen. Im Jahr 2018 gab es nur noch Güterverkehr zwischen Hațeg und Subcetate.
Der Zahnstangenabschnitt soll noch immer existieren, aber nur in schneefreien Wintern zu sehen sein, weil er sonst von der Vegetation verdeckt ist.

## Lokomotiven
Von 1908 bis 1978 verkehrten ausschließlich spezielle Dampflokomotiven der Serie „40 D“ mit kombiniertem Adhäsions- und Zahnradantrieb, die in der damaligen Wiener Lokomotivfabrik Floridsdorf (WLF) hergestellt und in Subcetate gewartet wurden; sie hatten die Nummern 40.001 bis 40.007. Es waren Tenderlokomotiven mit der Achsfolge 1’D1’ n4zzt, voneinander unabhängigen Triebwerken und Heusinger-Steuerung. Auf der restlichen Strecke fuhren sie im normalen Adhäsionsbetrieb. Von den sieben Lokomotiven sollen sechs als Denkmal erhalten geblieben sein. Zwei davon seien in den 1990er Jahren in die Slowakei verkauft worden. Die ehemalige 40 006 wurde rekonstruiert und wird im Slovenské rudohorie auf der Zahnradbahn zwischen Pohronska Polhora und Tisovec für Sonderzüge eingesetzt. Die 40 005 steht als Denkmal am Bahnhof Petroșani an der Fußgängerbrücke, die 40 007 im Depot von Petroşani. Eine der Lokomotiven stand 2009 noch im Depot von Subcetate.

## Liebestunnel von Obreja
Foto des Liebestunnels zwischen Obreja und Glimboca
(Alexandru M., 2013)

Link zum Bild

Zwischen Obreja und seiner östlichen Nachbargemeinde Glimboca befindet sich der sogenannte Liebestunnel von Obreja, ein von Vegetation „umrahmter“ Abschnitt der Bahnstrecke, der 2014 als eine von 28 empfohlenen Sehenswürdigkeiten in der Foursquare-Liste des Europäischen Parlaments aufgeführt war, aber inzwischen zugewachsen sein soll.Koordinaten: 45° 28′ 54,3″ N, 22° 16′ 53,7″ O